# Hiperkalciurija
Hiperkalciurija je jedan od najčešći metabolički poremećaja koji nastaje koji se karakteriše povišenim izlučivanjem kalcijuma mokraćom tokom 24h,koja je veća od 4 mg po kg/TT. Na metabolizam kalcijuma u organizmu utiču brojni hormoni i vitamini. U oko 60% bolesnika sa
bubrežnim kamencima, nastalih kao posledica različitih poremećaja, prisutna je hiperkalciurija.

## Etiopatogeneza
Prema etiopatogenezi hiperkalciurija se može svrstati u sledeće grupe:
Idiopatska (bubrežna)
Ukoliko kliničkim, laboratorijskim i radiografskim ispitivanjima nije utvrđen razlog nastanka hiperkalciurije onda se kaže da je hiperkalciurija idiopatska.
Simptomatska
U ovu grupu hiperkalciurije svrstavaju se sekundarne hiperkalciurije čijim je ispitivanjem utvrđen njem uzrok, koji hiperkalciurija, kada se ispitivanjem otkrije razlog za njen nastanak (npr. endokrino oboljenje, bubrežno oboljenje, upotreba nekih lekova, faktori ishrane ...). 
- Primarni hiperparatireoidizam
- Primarna hiperprodukcija 1,25 dihidroksiholekalciferola
- Hiperfosfaturija

## Klinička slika
Kliničke manifestacije zavise od pratećih promena izazvanih hiperkalciurijom, uzrasta (npr. iritabilnost može biti jedini znak u odojčeta, ali kod većeg deteta i adolescenta hematurija i bubrežna kolika).

## Dijagnoza
U dijagnostici hiperkalciurije meri se količina kalcijuma u 24 časovnoj mokraći i određuje odnos - ili indeks kalcijum / kreatinin (Ca/Cr).
Indeks Ca/Cr
| Parametar                                | Pre opterećenja | Posle opterećenja |
| ---------------------------------------- | --------------- | ----------------- |
| Normalno                                 | do 0,337        | do 0,563          |
| Resorptivna hiperkalciurija              | do 0,337        | ≥ 0,564           |
| Apsorptivna hiperkalciurija              | ≥ 0,338         | ≥ 0,564           |
| Renalna/resorptivna hiperkalciurija      |                 |                   |
| Renalna hiperkalciurija cAMP povećan PTH |                 |                   |

Određivanje koncentracije PTH u krvi i cAMP u urinu olakšava diferencijalnu dijagnozu hiperkalciurije.
U tu svrhu koristi se test opterećenja kalcijumom koji služi za razlikovanje tri tipa hiperkalciurije (apsorptivne, bubrežne i resorptivne).
U 20% pacijenata i pored sprovedenog Protokola laboratorijskih ispitivanja uzrok hiperkalciurije ostaje neotkriven (idiopatska hiperkalciurija).

## Spoljašnje veze
|  | Molimo Vas, obratite pažnju na važno upozorenje u vezi sa temama iz oblasti medicine (zdravlja). |